# Conker's Bad Fur Day
Conker's Bad Fur Day es un videojuego de plataformas de 2001 desarrollado y publicado por Rare para Nintendo 64. La historia sigue a Conker, una ardilla roja codiciosa y bebedora que debe regresar a su casa con su novia Berry. La mayor parte del juego requiere que el jugador complete una secuencia lineal de desafíos que implican saltar obstáculos, resolver acertijos y luchar contra enemigos. También se incluye un modo multijugador en el que hasta cuatro jugadores pueden competir entre sí en siete tipos de juegos diferentes. Es la entrega predecesora no canon de la serie Conker, después de Conker's Pocket Tales para la Game Boy Color. 
Aunque visualmente similar a los juegos anteriores de Rare, como Donkey Kong 64 y Banjo-Kazooie, Conker's Bad Fur Day fue diseñado para audiencias maduras y presenta violencia gráfica, consumo de alcohol y tabaco, blasfemias, humor negro, rupturas de la cuarta pared y referencias a la cultura pop. El desarrollo duró cuatro años, y los conceptos se originaron durante el desarrollo de Killer Instinct Gold en 1996. Destinado a un público familiar, se tituló inicialmente Twelve Tales: Conker 64 y se presentó a fines de 1998. Se rehízo en un producto orientado a adultos después de que recibiera críticas por su tono amigable para niños y su parecido con Banjo-Kazooie durante el E3 1998.
Conker's Bad Fur Day salió a la venta el 5 de marzo de 2001, luego de una campaña publicitaria dirigida a jóvenes universitarios y fratboys. Recibió elogios por la crítica, donde los revisores destacaron su humor, sonido, imágenes y jugabilidad. Sin embargo, se vendió muy por debajo de las expectativas, debido a la publicidad limitada y su lanzamiento hacia el final del ciclo de vida del Nintendo 64, pero desde entonces con el tiempo ha desarrollado seguidores de culto. Un remake, Conker: Live & Reloaded, se lanzó para Xbox en 2005, mientras que la versión original se incluyó como parte de la compilación Rare Replay para Xbox One en 2015.

## Sistema de juego
Conker's Bad Fur Day es un videojuego de plataformas, que en sus últimas secciones presentan elementos de shooters. El jugador controla a Conker the Squirrel a través de una serie de niveles tridimensionales. Se presenta un supramundo —Windy— en el que se puede pasar de un nivel a otro, aunque muchos están inicialmente bloqueados hasta que Conker gana una cierta cantidad de dinero. Cada nivel es un área cerrada en la que se puede explorar libremente para encontrar tareas que hacer. El modo de juego se basa principalmente en encontrar una manera de ayudar a otros personajes completando una secuencia lineal de desafíos. Estos pueden incluir derrotar a un jefe, resolver acertijos, recolectar objetos, competir contra oponentes, entre otros. El resultado es siempre como recompensa dinero, que facilita el acceso a otras áreas del supramundo.

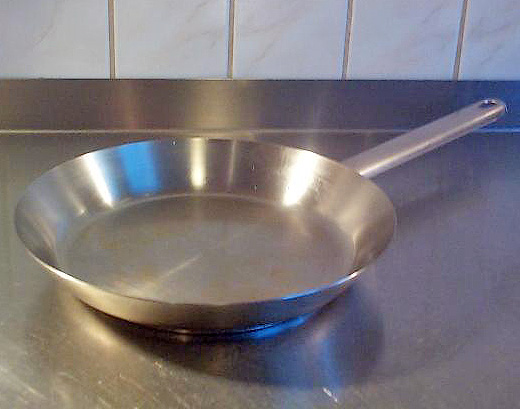
En el juego, Conker puede usar una sartén como arma.

En comparación con los personajes jugables de los títulos de plataforma anteriores de Rare, Banjo-Kazooie y Donkey Kong 64, las habilidades de Conker son más simples. Puede correr, saltar y golpear a los enemigos con una sartén. También es capaz de nadar bajo el agua durante un período de tiempo limitado, subir escaleras o cuerdas y empujar objetos. Para recuperar la salud perdida, puede comer trozos de chocolate que se encuentran dispersos por los niveles. El juego emplea plataformas «sensibles al contexto» que le permiten obtener diferentes habilidades temporales al presionar el botón B encima de ellas. Por ejemplo, al comienzo, después de presionar el botón B en la primera plataforma que encuentra, bebe un poco de Alka-Seltzer para acabar con su resaca, momento en el cual los jugadores pueden continuar. Algunas plataformas «sensibles al contexto» pueden convertir a Conker en un yunque para golpear el suelo, mientras que otras sacan una escopeta, lanzan cuchillos y tirachinas. También sirven para informar a los jugadores de lo que se debe hacer a continuación.
Conker's Bad Fur Day incluye un modo multijugador en el que cuatro jugadores pueden competir entre sí en siete tipos de juegos diferentes: «Beach», «Raptor», «Heist», «War», «Tank», «Race» y «Deathmatch». En «Beach», un equipo se debe subir a través de una playa y entrar en un vehículo de escape que espera, mientras que otro debe detenerlos disparándoles desde posiciones fijas. «Raptor» involucra a un equipo que controlan aves rapaces para alimentar a un dinosaurio bebé, mientras que otro controla a hombres de las cavernas que tienen que robar huevos de dinosaurio. En «Heist» los usuarios se encuentran en el robo de un banco, donde el objetivo es recuperar una bolsa de dinero del centro del nivel y correr con ella hasta la bóveda del equipo sin sufrir daños. «War» puede ser un modo tradicional de capturar la bandera o una guerra total, donde los jugadores tienen que obtener el bote de gas del otro equipo y usarlo para liberar un gas químico que aniquila al enemigo. En «Tank» luchan usando tanques y botes químicos que liberan un gas letal. «Race» es un modo de carrera que ofrece dos variaciones del mismo curso. Los artículos se pueden adquirir y usar contra oponentes. Por último, «Deathmatch» es un modo de combate a muerte estándar en el que luchan entre sí al estilo de disparos desde una perspectiva en tercera persona. Los jugadores pueden configurar varias opciones para cada juego, como el límite de puntuación, el número de vidas y la inclusión de bots controlados por computadora.

## Resumen

### Escenario
Conker's Bad Fur Day está ambientado en el reino de Fairy Panther King. «Windy» es el centro principal con entradas a la mayoría de las otras secciones: la granja «Barn Boys», el «Sloprano» lleno de heces, «Heist», «Spooky» con temática de terror, «Bats Tower» e «It's War». Solo otra sección requiere ingresar desde un área además de «Windy»: «Uga Buga», a la que se debe entrar debajo del fondo de «Sloprano» pagando $1000 a los guardias comadreja de la ubicación. Obtener acceso a la entrada requiere atravesar una tubería de alcantarillado a la que solo se puede acceder después de derrotar a un gran trozo de excremento que canta ópera, llamado «Great Mighty Poo». «Windy» tiene un área poblada de escarabajos en donde esta completamente llena de materia fecal, que consiste en una gran montaña y cabaña de deposiciones y un río al lado. Se requieren bolas de excremento para ingresar a la sección «Sloprano» dentro de la montaña, y «Bats Tower», que solo se abre una vez que se drena el agua del río. Las bolas de heces están disponibles en «Poo Cabin», a las que se puede acceder después de completar «Barn Boys». El escarabajo pelotero cerca de la entrada le ofrece bolas de excremento a Conker si puede hacer que las vacas de la granja excreten en el pasto. Hacerlo implica que Conker en el pasto de «Poo Cabin» abra un grifo grande para activar el jugo de ciruela —que les da diarrea a las vacas— y use un toro para abrir las puertas para que salgan las vacas, así como para matar a las vacas una vez cada una termina de defecar. Se necesitan $2110 para pagarle al Sr. Barrel, para que se propulse cuesta abajo y rompa una barrera a la entrada de «Spooky».

### Trama

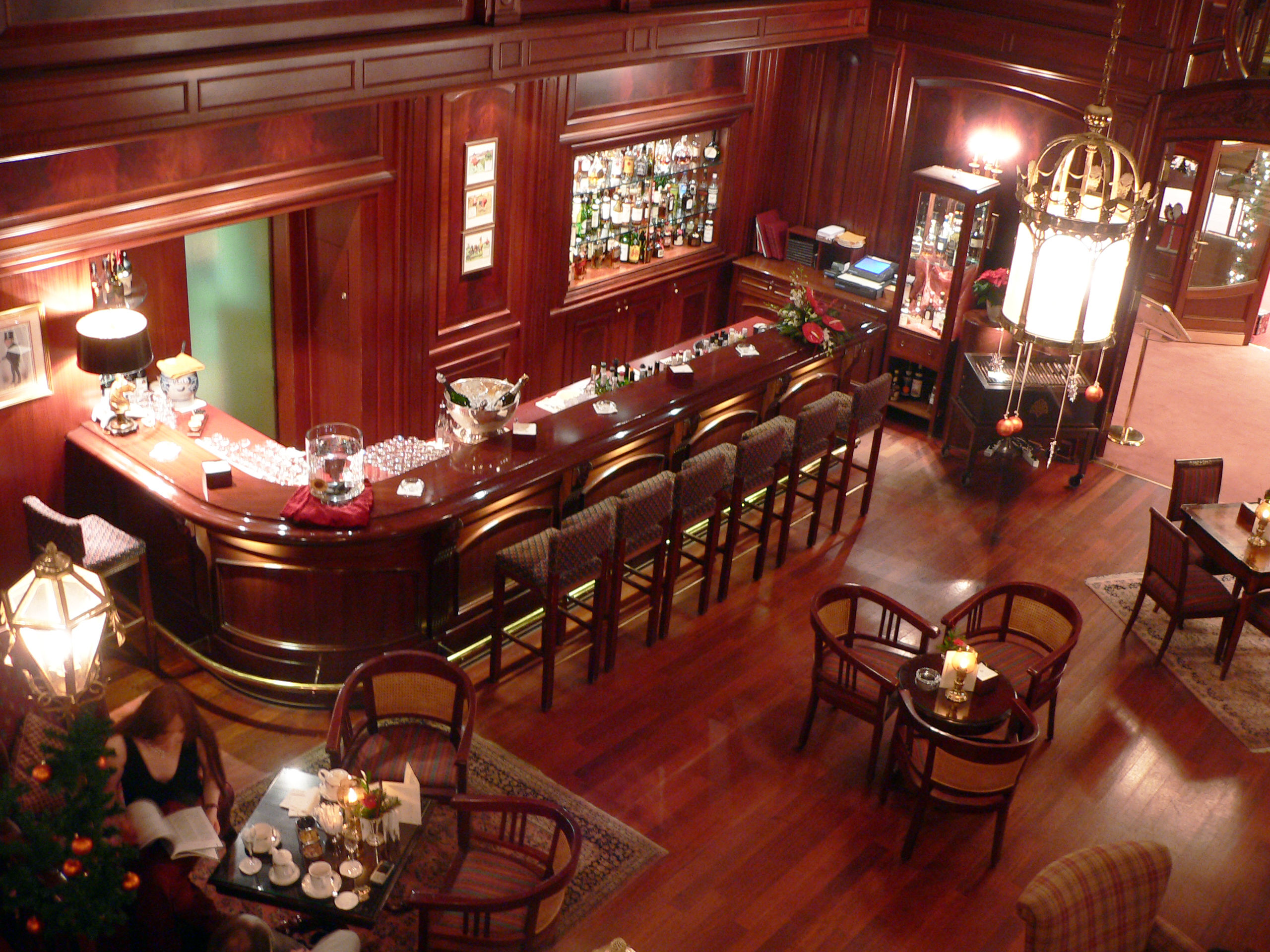
El escenario inicial de Conker's Bad Fur Day está ambientado en un bar llamado The Cock and Plucker.

Conker, una ardilla roja antropomórfica, tiene una noche en el bar llamado The Cock and Plucker, donde se divierte con los demás asistentes que son reclutados para luchar en una guerra; contacta a su novia Berri para informarle que estará en su casa, pero un poco tarde. Sale del bar borracho con visión borrosa y falta de equilibrio, lo que le dificulta maniobrar, por lo que toma el camino a su izquierda. Se queda dormido en un área alejada del lugar, despertando junto a una granja donde se encuentra un espantapájaros llamado Birdy, a quien le pide ayuda. Birdy le enseña sobre la mecánica de botones sensibles al contexto del juego. Un área sensible al contexto le da una píldora que revitaliza a Conker y le permite volver a moverse activamente. Los diversos movimientos y comandos de botones para los movimientos y acciones, como saltar, volar y su ataque de sartén, también vuelven a su memoria. Mientras tanto, el Rey Pantera, gobernante de la tierra en la que está perdido, descubre que a la mesa auxiliar de su trono le falta una de sus patas y ordena a su sirviente, el profesor Von Kriplespac, que resuelva el problema. Cuando Von Kriplespac sugiere el uso de una ardilla roja como la cuarta pata de su mesa, el Rey Pantera envía a sus secuaces a capturar una.
Conker entra en «Windy», donde salva la colmena de Queen Bee de las Nasty Wasps dos veces; en ambas situaciones, ella usa la colmena para matar a tiros a las avispas. Luego se dirige a Barn Boys. Allí, primero ayuda a una caja a salir de otra caja quien esta encima de la otra, alimentando a un ratón con queso hasta el punto en que explota.
Cuando ingresa a Spooky, encuentra a Death —el segador responsable de las múltiples vidas de Conker—, quien le proporciona una escopeta y le informa que uno de sus ancestros no está muerto, es rico y vive en una mansión alrededor del área. Da vueltas buscando la mansión del antepasado, con la esperanza de heredar la riqueza, y dispara a varias ardillas zombis en el camino. Encuentra la casa y conoce a su dueño, el vampiro Conde Batula, de 300 años, quien le ofrece a la ardilla roja una cena y vino, además de mostrarle la propiedad. Durante la fiesta, Batula habla de su antepasado, así como del hecho de que solía haber una unión entre las ardillas y las panteras cuando estaba vivo. Se produce un allanamiento de la propiedad por parte de los aldeanos, e interrumpe la conversación. Después de que Batula bebe un poco de la sangre de Conker, descubre que es su «tatara, tatara, tatara, tataranieto», y se convierte a sí mismo y a Conker en un murciélago, le da una tarea: atrapar a los aldeanos y colocarlos en un molinillo para que Batula comiera su sangre. Conker tiene éxito, pero alimenta tanto a Batula que su peso corporal se vuelve demasiado grande para la cuerda que está sujetando, lo que hace que se caiga en el molinillo.
Vuelve a su forma normal de ardilla y se va con la herencia, ingresando a «Windy» al anochecer, cuando aparece una nueva entrada para «It's War». Entra en la zona de guerra, donde están las ardillas luchando contra los Tediz, unos osos de peluche mutantes. Aunque no está en el atuendo adecuado para la situación y no se inscribió de antemano, el General lo acepta después de que Conker saca un avión caído del camino del equipo de ardillas. El equipo llega a la playa, la ubicación de la base de los Tediz. Con el botón sensible al contexto equipándolo con ametralladoras, irrumpe en el almacén y atraviesa, luchando contra varios Tediz, incluidos científicos que lanzan bisturí, en el proceso. Se encuentra con un soldado ardilla a punto de ser asesinado a tiros por los Tediz. Conker mata a los Tediz y salva a la ardilla, que se llama Rodent y conoció a Conker antes. Roedor es la única pelea que usa el experimento número G7224, un traje laminado de titanio que lo protege de cualquier arma, y se une a Conker como su «Operación Escudo Ardilla». Tirando de un interruptor que está en un área secreta llena de químicos tóxicos y usando un tanque, ingresa al área subterránea Submariner. Allí, encuentra a una niña aparentemente pequeña, pero resulta ser una marioneta en la mano de una máquina Tedi más grande. Derrota con éxito al gran robot Tedi, pero no antes de que la niña encienda un mecanismo de autodestrucción que volará toda la zona de guerra en cuatro minutos en 30 segundos. Todas las ardillas restantes escapan a tiempo, mientras que la base de los Tediz explota. Conker regresa a «Windy», solo para encontrar partes del paisaje y un molino de viento en la cima de una montaña que ya no existe.
Cuando encuentra a Berri, Don Weaso, jefe de Weasel Mafia, solicita su ayuda para robar un banco. Después de entrar en la bóveda, Conker y Berri descubren que la escena del banco era una elaborada trampa tendida por el Rey Pantera para capturar a Conker. Berri da un paso adelante para resolver la situación, pero Weaso le dispara y lo mata por orden del Rey Pantera. El Rey Pantera de repente comienza a tener dolores en el pecho y llama a Von Kriplespac, quien lleva a Conker a un lado, y ambos miran como una criatura parecida a un xenomorfo sale del pecho del Rey Pantera, matándolo instantáneamente. Von Kriplespac explica que la criatura, a la que llama «Heinrich», es una de sus creaciones y que había planeado aprovechar esta oportunidad para matar al Rey Pantera y escapar de su cautiverio. Luego revela que están dentro de una nave espacial, que activa y lleva a una órbita baja. A partir de ahí, instruye a la criatura para que ataque y mate a Conker como venganza por destruir a los Tediz, que también eran sus creaciones. Conker abre una esclusa de aire, expulsando a Kriplespac y al Rey Pantera y los cadáveres de Berri al espacio, y luego lucha contra Heinrich con la ayuda de un traje robótico. Después de que Conker no logra lanzar con éxito a la criatura por la esclusa de aire, Heinrich se lanza sobre Conker, quien se prepara para su muerte aparentemente inevitable, pero el juego se congela repentinamente y expresa su incredulidad de que Rare no probó el juego correctamente. Al pedir la ayuda de los programadores, los programadores le dan a Conker una katana y lo teletransportan a la sala del trono del Rey Pantera, donde decapita a Heinrich con facilidad. Luego, es coronado como el nuevo rey de la tierra.
Como Rey, se da cuenta de que debería haber devuelto la vida a Berri cuando negoció con los programadores. Luego llama para devolverla a la vida, solo para darse cuenta de que los programadores ya se han ido. Los personajes con los que Conker se encontró por primera vez comienzan a saludarlo, a pesar de su animosidad hacia ellos. Conker da un monólogo de cierre, en el que habla de apreciar lo que uno ya tiene en lugar de querer siempre más, afirmando que «la hierba siempre es más verde y realmente no sabes qué es lo que tienes hasta que se ha ido». Después de que aparecen los créditos, se ve a Conker de regreso en The Cock and Plucker, donde se lo vio al comienzo del juego. Cuando comienza a llover afuera, sale borracho del bar y se va en la dirección opuesta a la que tomó anteriormente.

## Desarrollo

### Conceptos iniciales
Tras el éxito de Super Mario 64 (1996) de Nintendo, un «granero» en Rare comenzó a concebir y diseñar una «aventura de plataforma 3D genérica» similar sin nombre durante el desarrollo de Killer Instinct Gold (1996). Tim Stamper había planeado que el juego fuera protagonizado por una ardilla llamada Conker desde el principio, para tener el mayor atractivo posible. El personal de Project Dream vio el juego de plataformas aún por nombrar durante la creación de su motor, y se inspiró para cambiar Dream de un juego de rol a un juego de plataformas con el estilo visual y de juego del proyecto del equipo Killer Instinct. Los dos próximos títulos de Rare se anunciaron por primera vez en la Electronic Entertainment Expo en junio de 1997, recibiendo los nombres de Banjo-Kazooie y Conker's Quest, los dos primeros juegos presentados por Nintendo en el evento.
N64.com informó que Conker's Quest es un juego similar a Super Mario 64 que «hace que los jugadores se sientan como si estuvieran jugando a la versión cinematográfica de Bambi de Disney», donde «Conker recolecta nueces y lucha contra gigantes en enormes paisajes y es acompañado por una ardilla hembra que lo ayuda mientras avanza en el juego». La fuente informó que las cámaras estaban sin terminar y que los periodistas no podían diferenciar entre Banjo-Kazooie, aunque les gustaba mucho más Banjo. Un escritor de Ultra Game Players también notó que se parecía a Banjo y resumió que «Conker tiene que recolectar nueces, encontrar nuevos potenciadores —en forma de diferentes sombreros, como Wario Land— y, en general, negociar coloridos paisajes en 3D». Llamó a su jugabilidad «competente e incluso adictiva» y elogió las imágenes por «subir la apuesta en los esfuerzos anteriores [de Rare], donde el recorte es mejor, las texturas más variadas y el aspecto general del juego es expansivo y colorido». Sin embargo, sugirió que su ternura «inquietante», al tiempo que ganaba una audiencia de jugadores más jóvenes para Nintendo, alejaría a los mayores y criticó la jugabilidad de Conker y Banjo por no ser lo suficientemente original de Mario 64.
En la Expo de 1998, se reveló que el título del juego se cambió a Twelve Tales: Conker 64 y el lanzamiento se fijó para el otoño de 1998. La revista 64 sospechaba que el cambio de nombre era para evitar que los consumidores lo confundieran con otro título de Nintendo 64, Quest 64 (1998). Twelve Tales habría tenido un modo para un jugador y dos modos multijugador. En un solo jugador, se podría jugar como Conker o Berri, donde los segmentos de Conker serían «juegos de plataformas de estilo arcade» que implican «acción y velocidad» y los de Berri serían etapas de rompecabezas. representándola controlando a su compañero dino —además de alimentarlo— para que él pueda protegerla de los enemigos. Los dos modos multijugador habrían sido un modo cooperativo de dos jugadores en el que se juegan como Conker y un búho, y un modo de batalla de pantalla dividida para cuatro jugadores en el que los jugadores se atacan entre sí con bellotas. Conker, a diferencia de Bad Fur Day, se movía sobre cuatro patas en Twelve Tales.
La cobertura sobre la aparición del juego en el E3 de 1998 fue en general positiva, con puntos focales que incluían los gráficos, los personajes, el contenido, y los personajes que cambiaban de emociones en reacción al entorno. Total 64 encontró las imágenes mejores que las del juego de Zelda presentado en la Expo, «utilizando el modo de alta resolución del N64 y mostrando algunas texturas hermosas»; además, elogió su modo de cuatro jugadores «altamente imaginativo» y los niveles de Berri. El periodista Andy McDermott apreció la gran cantidad de contenido, en particular los modos multijugador, los dos estilos de juego diferentes en el modo para un jugador y el hecho de que Conker aprende nuevos movimientos y ataques a medida que avanza el juego. Sin embargo, la cobertura no estuvo exenta de críticas; a McDermott no le gustó su escritura «americanizada» que consistía en «comentarios de estilo colonial» y la «música exasperantemente feliz», mientras que Next Generation llamó a su premisa de una ardilla recolectando bellotas en «bosques asombrosamente poco imaginativos» un rip-off del juego de plataforma Mr. Nutz (1993). El escepticismo más frecuente fue su idoneidad para los niños, en particular su interés por parte del consumidor después del lanzamiento de otros juegos de plataformas aptos para familias como Banjo-Kazooie (1998). Todo esto preocupaba a Rare, un desarrollador que tenía un historial de hacer juegos como Conker, lo que resultó en una revisión del diseño del juego.

### Transición a un juego para adultos

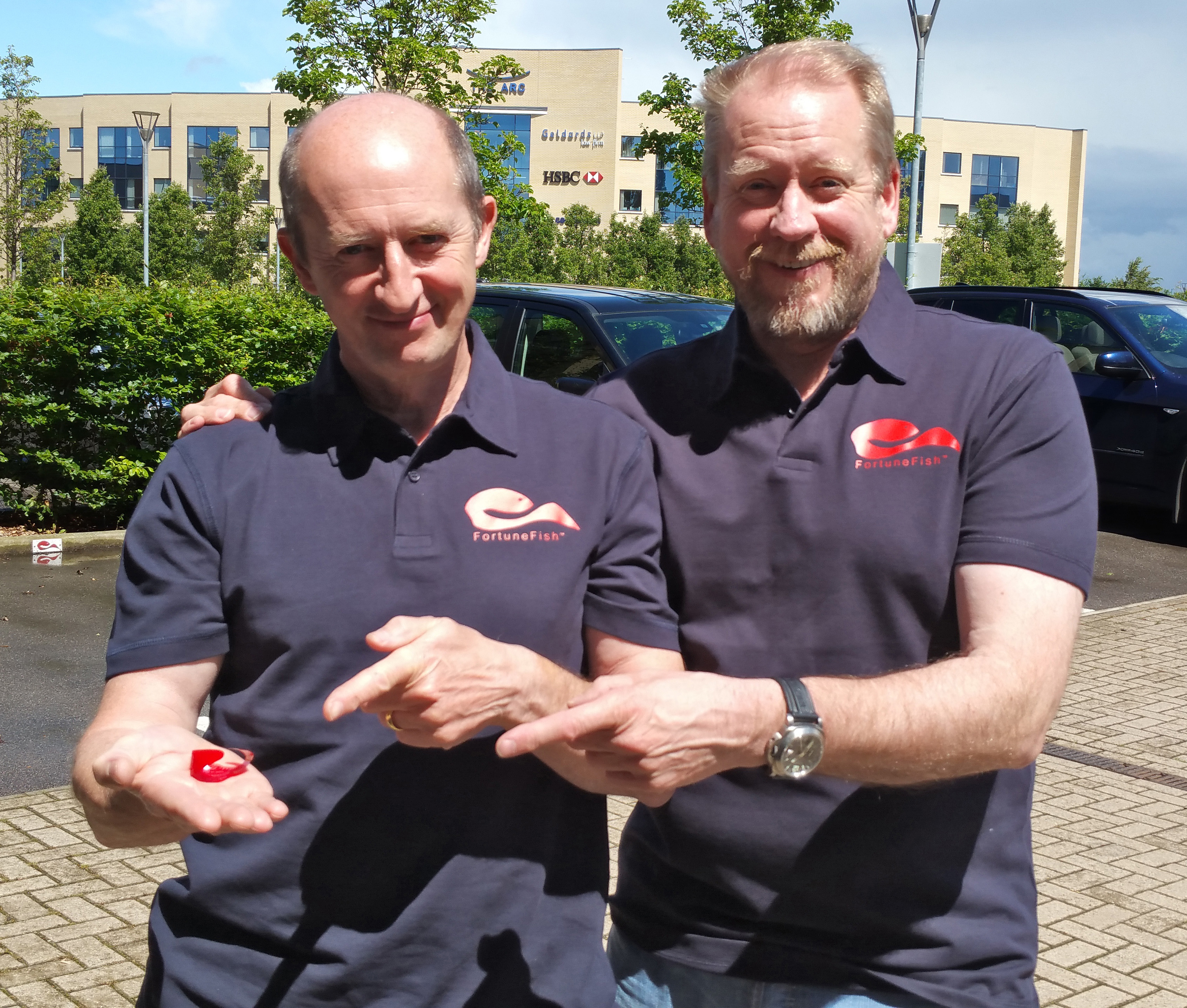
Tanto a Chris como a Tim Stamper (fotografiados en 2015) les sugirieron la idea de cambiar el nombre del juego.

Se planeó que Conker solo tardase dos años en hacerse, pero los cruces entre los trabajadores en el granero retrasaron el proceso. El artista Don Murphy consideró que el juego en desarrollo no era muy bueno, y el ingeniero de software Chris Marlow dijo que «había una gran cantidad de contenido y había muchas ideas divertidas, pero realmente no se estaba consolidando como un juego terminado». Además, el mercado de juegos de plataformas al estilo Mario 64 estaba saturado, y otro juego de ese calibre desarrollado por Rare, Banjo-Kazooie, ya se completó y lanzó con éxito comercial y de crítica. Para el equipo, algo cambió o el equipo tuvo que dividirse en otros graneros trabajando en nuevos proyectos, cancelando Conker. Los múltiples retrasos y la falta de actualizaciones llevaron a la prensa a creer que Twelve Tales se había cancelado silenciosamente.
Chris Seavor, quien comenzó a trabajar en el proyecto como artista, luego les presentó a los líderes de Rare, Tim y Chris Stamper, una idea que tuvo durante la fase de Twelve Tales, un juego day in the life llamado Bad Fur Day sobre Conker tratando de ayudar a otros pero causando más problemas al hacerlo. Además de tener una narrativa para darle personalidad al personaje principal, Seavor quería hacer que el juego fuera «nervioso, en términos de violencia»; a los Stamper les encantó la idea y ascendieron a Seavor a líder del proyecto. La primera acción de Seavor después de la reunión fue cambiar la tarea «Wasps and the Queen Bee». Tim Stamper concibió su premisa de avispas que roban una colmena, pero Seavor no notó razones establecidas o un remate detrás de esto. Decidió terminar con la colmena con armas disparando a las avispas; a los fundadores les encantó y dirigieron al equipo a «hacer más de eso». Esto estableció la fórmula para misiones posteriores: una introducción, interacción de la misión y luego una escena de corte de «remate extremo» como recompensa por completar la tarea. También cambió el estilo de un juego a un otro de plataformas protagonizado por una linda mascota en un mundo increíblemente obsceno. Según los desarrolladores: «Ya teníamos al personaje principal —aunque finalmente fue remodelado— y una buena cantidad de código ya escrito, por lo que la mejor opción parecía ser cambiar la dirección del juego. El humor maduro era un elemento clave». Rare aclaró públicamente en enero de 2000 que el juego «todavía estaba siendo trabajado por un equipo completo y con el mismo nivel de dedicación que cuando se anunció por primera vez». En 2000, Conker se transformó en Conker's Bad Fur Day con una gran cantidad de humor escatológico.

### Flujo de trabajo
Todo el personal de Conker's Bad Fur Day, incluidos los animadores, programadores, y escritores, trabajaron de manera liberada, no planificada y basada en la intuición; el diálogo de la escena y el diseño del juego en particular fueron concebidos espontáneamente entre los desarrolladores con una noción aproximada de la historia del nivel. De todos los diálogos del juego, solo se escribió el guion de la introducción. Las ideas de los desarrolladores se rastrearon con blocs de notas, ya que las describirían verbalmente mientras tomaban notas de lo que escuchaban de otros. Shawn Pile escribió un lenguaje que permitía realizar cambios en las estructuras del juego en unos pocos segundos, mientras que sin él, se habrían tardado «entre dos y medio y tres minutos» en realizar un cambio.

### Escritura
El comienzo, la mitad y el final de la historia se hicieron al mismo tiempo, con eventos escritos para que sucedieran más adelante en la historia, lo que llevó a la inclusión de elementos anteriores. Para que quepan tres archivos guardados en cuatro kilobytes de espacio SRAM, el juego se dividió en capítulos extensos. El enfoque de Seavor en el juego, como líder del proyecto, era asegurarse de que la narrativa complementara el juego y la mecánica: «Simplemente hacer una “cosa” como golpear algo con un ladrillo es mucho más atractivo si hay una motivación detrás para disfrazar la naturaleza binaria de el acto». Por ejemplo, los desarrolladores originalmente planearon que Conker atacara con un bate de béisbol; esto se cambió a una sartén porque justificaba el uso de un efecto de sonido cómico de un objeto de metal golpeando algo.
Al diseñar niveles, los desarrolladores originalmente se centraron más en la jugabilidad que en la comedia; a medida que avanzaba el desarrollo, notaron que estar menos enfocados en el juego y más en las premisas cómicas hizo que los niveles se unieran más fácilmente. Esto se hizo especialmente evidente con el uso de parodias cinematográficas, que Seavor decidió después de agregar una referencia a The Terminator (1984) en la escena del granero. Las parodias ayudaron a los desarrolladores a generar ideas para la música, el sonido, el diseño y la jugabilidad. Por ejemplo, la suplantación de The Matrix (1999) en una escena de persecución en el vestíbulo le dio al compositor e ingeniero de audio Robin Beanland ideas para la música interactiva, donde disparar balas desvanecería los canales de la música alegre en canales que reprodujeran algo más lento.
La serie Star Wars, Drácula de Bram Stoker (1992) y Apocalypse Now (1979) se encuentran entre las películas falsificadas. Conker's Bad Fur Day comienza con una recreación toma por toma de la introducción de A Clockwork Orange (1971). Una broma en una de las conversaciones de Conker con el bagre hace referencia a Trading Places (1983). Las secuencias que involucran al tiburón-bulldog Brute parodian a Jaws (1975), particularmente presentando pistas musicales similares a las de la película. La pelea final con el jefe hace referencia a Aliens (1986), cuando un extraterrestre sale del pecho del Rey Pantera y Conker lucha con un traje de poder.
Conker's Bad Fur Day también satiriza las convenciones de los juegos de aventuras y plataformas, ocasionalmente rompiendo la cuarta pared. Conker se burla de lo insignificantes que son sus misiones, y la motivación del villano de conseguir una pata de mesa asoma a las premisas superficiales de otros juegos. Burt, una caja de metal en el capítulo «Barn Boys» que permanece en su lugar durante la mayor parte del nivel, solo está allí para abrir una puerta, que se burla de los personajes en otros juegos solo para comunicarse con el jugador para lograr tareas. La explicación de por qué existen las barras de chocolate flotantes se burla de los objetos coleccionables flotantes en otros juegos en los que no se establece por qué flotan. Las secuencias de la muerte, donde Conker se encuentra con un esqueleto llamado Gregg, fue un intento de hacer lógico el concepto de múltiples vidas. Los jefes también reciben cuatro golpes para matar, un giro en los tres típicos en otros videojuegos.
Ciertos elementos de la historia, aunque no son material de suplantación de identidad, tomaron influencia de las obras de Monty Python. «The Milk Thing», una broma en la que el Rey Pantera tiene que resistirse a masturbarse, se inspiró en una broma igual de «trivial y banal» en una parodia de Monty Python's Flying Circus (1969-1974) titulada «Blancmange Playing Tennis», mientras que una vaca se basó en el personaje de la guardia femenina en Monty Python and the Holy Grail (1975). El segmento de ruido de pedos de «Uncle Fucka» en South Park: Bigger, Longer, and Uncut (1999) fue la inspiración para el arreglo de un tema de nivel —llamado «Poo»— que consiste en ruidos de pedos. Algunos personajes se basaron en personas de la vida real con las que se encontraron los desarrolladores. Birdy, el espantapájaros, se basó en un desarrollador barbudo de Rare, y Greg the Grimm Reaper recibió su nombre de Gregg Mayles. El rey abeja se inspiró en un hombre «realmente desaliñado» que Seavor encontró mientras caminaba por una calle en Nottingham y le gritó: «No me hables así, en mi país soy un rey».

### Programación
Los desarrolladores analizaron mucho Super Mario 64 al hacer Conker's Bad Fur Day, especialmente en lo que respecta a la cámara. El personal notó que, junto con Prince of Persia 3D (1999), usaba «vistas fijas» que el jugador no podía controlar. Para hacer que el juego pareciera cinemático, Rare optó por tener una cámara fija que estaba muy alejada. Para aumentar el número de fuentes de luz simultáneas a cuatro, un programador pasó cuatro meses descifrando y reescribiendo el microcódigo comentado en japonés proporcionado por Nintendo para el coprocesador Reality de Nintendo 64, mientras que otro microcodificó la compatibilidad con MP3, reverberación y sonido envolvente Dolby Pro Logic.
La duración de todas las cinemáticas combinadas totaliza alrededor de dos horas. Marlow programó un «editor de escenas» que permitía compilar fácilmente animaciones, archivos de audio, efectos visuales y configuraciones de cámara hechos por separado para las escenas. Sin embargo, hacer cinemáticas seguía siendo un proceso largo. El editor carecía de una función para obtener una vista previa de solo fragmentos de escenas, lo que significa que tenían que reproducirse en su totalidad antes de que pudieran modificarse nuevamente; esto hizo que varios cambios pequeños —como ediciones de texto y ajustes en el tiempo de las burbujas de diálogo para que coincidieran con los cambios de ángulo de la cámara— fueran muy tediosos.
La prueba del Sello de calidad de Nintendo fue estricta; aunque el juego se probó en los Estados Unidos durante cinco días y no se notaron errores, fueron 24 horas en la prueba de tres días de la unidad de Japón que notaron un problema de una escena en el primer nivel que no se activaba. Inicialmente, la escena introductoria de Gregg —que se activa la primera vez que el jugador muere— no debía ser «forzada» en el nivel «Spooky» donde aparece nuevamente el segador, ya que los programadores asumieron que ningún jugador llegaría sin morir; un probador lo hizo con éxito, por lo que en el juego final, la escena de la muerte se reproduce una vez que Conker llega al escenario.

### Animación
Maya se utilizó para crear animaciones en 3D. Beanland y la animadora Louise Ridgeway estimaron que se completaban 8,7 segundos y dos o tres ciclos de animación por día. Cuando se trataba de animación, los pequeños detalles eran una prioridad, como que los demonios de fuego reaccionaran si se ingresaba una palabrota en el menú del código de trucos y que la cámara temblara y activara un efecto de sonido si era golpeado por un objeto. Este método a veces conducía a tareas tediosas, como tener que animar cada uno de los ladrillos de un puente por separado. Algunas animaciones, como los movimientos de personajes borrachos, requirieron investigación. Animar los malabares de Conker requirió que David Rose le enseñara a Ridgeway cómo hacer malabares.
Conker tiene 2000 animaciones, incluidas 15 animaciones inactivas. Se dedicó mucho trabajo a la cola del personaje, animándola en varias instancias cuando gira, se para, se contrae y se mueve; en un intento por simplificar este proceso, se pensó en la cola como una «bolsa de aire». Para animar objetos adjuntos a partes del modelo de Conker, Marlow codificó como si los objetos estuvieran restringidos a articulaciones diferentes de las partes que entran en contacto con los objetos; Las bolas de malabarismo de Conker se movían en función de su cadera derecha, la Game Boy estaba unida a su pie y la sartén estaba conectada a su muñeca.
Para el ataque de orinar, solo se animó la parte posterior de él sin completar el frente; esto se debió a que si el frente de Conker orinando estuviera animado y se viera, le habría dado a Conker's Bad Fur Day una calificación AO —«Solo para adultos»— de la Entertainment Software Rating Board. Las mejillas de Conker originalmente estaban animadas para resoplar durante su animación de silbido, pero se rompieron durante la prueba y, cuando se arregló, ya era demasiado tarde para programarlo en el producto final.

### Audio
La inclusión de la actuación de voz, además del contenido para adultos, fue otro método de Seavor para diferenciar Conker's Bad Fur Day en el mercado de Nintendo 64; la idea generó inicialmente el escepticismo de algunos miembros del personal que argumentaron que era «demasiado trabajo», pero Seavor explicó que para Beanland «era como plantear un desafío, uno que ambos aceptamos y disfrutamos». Para hacer cada escenario de misión, la grabación de voz fue lo primero; Beanland recordó una sesión que duró una hora. Seavor describió el proceso de grabación de voz y él y Beanland «divirtiéndose con voces estúpidas». La pista vocal significaba que Conker's Bad Fur Day requería un cartucho de 64 MB, uno de los pocos juegos de Nintendo 64 de ese tamaño. El audio compuso alrededor de 40 MB a 48 MB de todo el espacio del cartucho.
A excepción de The Great Mighty Poo, todos los personajes masculinos, incluido Conker, y dos personajes femeninos fueron interpretados por Seavor, y todos los demás personajes femeninos fueron interpretados por la animadora Louise Ridgeway. Las rutinas de The Jerky Boys influyen en la dirección de la voz, como el acento de Nueva York en Nasty Wasps. Para Berri, se le indicó a Ridgeway que usara un acento estadounidense. Ella recordó en 2015 que «nunca había estado en ningún lugar en mi vida; acababa de volar desde Dublín», por lo que «todo lo que podía pensar era agregar “me gusta” con tanta frecuencia». Seavor y Beanland tuvieron dificultades para crear voces para los Ugas; inicialmente trataron de hacerlos sonar como los hombres de las cavernas en At the Earth's Core (1976), pero no tuvieron éxito y finalmente decidieron hacer gruñidos aleatorios y refranes de palabras rápidas.
Para las pistas de música en las que los instrumentos que tocan cambian según la ubicación, se programaron volúmenes de diferentes canales MIDI para subir o bajar; un archivo MIDI estaba limitado a 16 canales, por lo que para tener 32 canales MIDI para la mayor variación posible, el ingeniero de software de audio Mike Currington concibió tener dos archivos MIDI sincronizados entre sí. Con la introducción de «It's War» reproduciendo el audio caótico de Saving Private Ryan, sus sonidos de impacto de bala se programaron como notas MIDI con mucha panorámica, aprovechando el sonido envolvente del juego.
The Great Mighty Poo fue interpretada por Marlow, que tenía experiencia en la ópera; grabada en una sola tarde, «Sloprano», la canción que canta el personaje, fue escrita por Seavor y el compositor Robin Beanland específicamente para incorporar los talentos operísticos de Marlow. Originalmente, «Sloprano» también iba a tener el maíz dulce como coristas, con Ridgeway y otra animadora, Aisling Duddy, expresándolos; esto fue rechazado. La única pieza de Twelve Tales incluida en Conker's Bad Fur Day fue aquella en la que Conker está orinando sobre sus enemigos.

### Material rechazado

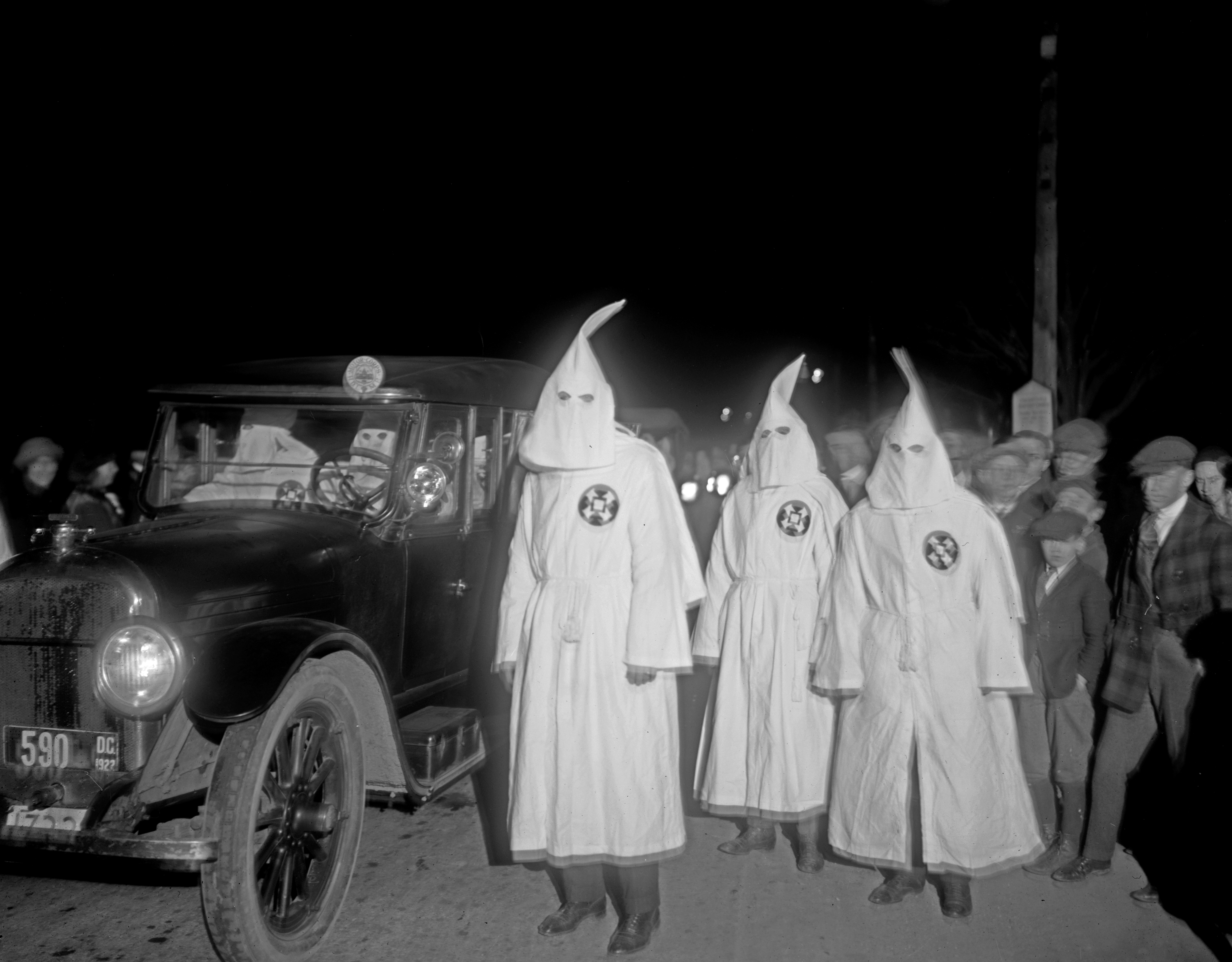
Se eliminó material que fue considerado ofensivo, como una parodia al Ku Klux Klan.

Aunque Seavor comentó que «prácticamente el 99,9 % del contenido del juego permaneció» en términos de escritura, Conker's Bad Fur Day fue alrededor de un 20 % más largo que el producto final en lo que respecta a los diseños y conceptos de juego planificados, con corte de material debido a falta de tiempo para incorporarlo. Algunas áreas que entraron en el juego inicialmente se modelaron de manera diferente, como el tubo de agua en el área de tiburón-bulldog en el que Conker nada persiguiendo un fajo de dinero. Nintendo eliminó algunos contenidos ofensivos, incluidas escenas con Pokémon y una broma a expensas del Ku Klux Klan. Nintendo también desaprobó inicialmente la introducción de Conker cortando el logotipo de N64 por la mitad; los desarrolladores en 2013 recordaron que el fundador de Rare, Tim Stamper, pudo haberse reunido con Nintendo para resolver el conflicto. Los personajes desechados incluyeron cuatro en el campo de queso del granero —Camembert, Ninja Cheese, Cheese Crate y King Dick Cheesy III— y seis «Drugrats» —Roach, Cornsacks, Floury, Doughy, Pooey y Mrs. Roach—.
En el juego final, un área de escalada en Poo Cabin incluye un agujero que contiene un trozo de chocolate que es inalcanzable debido a que está protegido por barras; esta estaba destinada a ser la entrada de una sección que nunca se terminó, y Seavor deliberadamente dejó el agujero para molestar a los jugadores. La sección «¡Yeehaa!», en la que participan tres vacas y un toro que Conker monta llamado Bugger Lugs, iba a ser de mayor nivel; Conker habría volado en el cielo inflando a una vaca hembra en trajes fetiche y convirtiéndola en un globo, lanzando ladrillos sobre otras vacas que explotaron en materia fecal. Otra misión descartada fue un regreso a la zona de bulldog-tiburón con la reaparición de Brute y Marvin el ratón pedorro, que explotó en un apartado anterior; Conker habría matado al cazón alimentando con el ratón a Brute y luego yendo a un área sensible al contexto para dispararle al pez cuando Marvin estaba a punto de explotar, en referencia a la muerte del tiburón en Tiburón.
Una conclusión descartada, llamada «Lock-Up Ending», habría ocurrido cuando Conker venció al jefe final y murió al mismo tiempo. Todo se volvería estático, excepto Conker, que caería al suelo después de quedar congelado brevemente durante una inmersión, y se escucharía a los programadores discutiendo sobre el error; Conker luego haría un trato con los programadores para eliminar al jefe a cambio de no decirle a «Tony» al respecto. Se inició la animación para un conjunto de tomas descartadas en los créditos finales al estilo de los créditos finales de Toy Story 2 (1999), pero no se pudo completar a tiempo. Uno de los errores fue la escena de «Mad Pitchfork» en la que Conker se molestó y su voz se volvió «primadona». Otro fue para una escena que no estaba en el juego real, donde los osos de peluche tenían que hacerse los muertos pero no estaban en el personaje cuando comenzó la secuencia, que, según un desarrollador, era para burlarse de un probador. Un final poscréditos rechazado habría tenido a Berri aún viva, pero como esclava del rey Conker.

## Lanzamiento

### Objetivo demográfico y controversia
Conker's Bad Fur Day recibió una calificación M —Mature— de la Entertainment Software Rating Board por razones de «violencia animada», «temas sexuales para adultos» y «lenguaje fuerte», convirtiéndose en el segundo título con calificación M publicado por Nintendo después de otro juego desarrollado por Rare, Perfect Dark (2000). El paso de Nintendo a los títulos para adultos fue para mantener el interés de los consumidores que jugaban los títulos de la compañía cuando eran más jóvenes; la portavoz de Nintendo of America, Perrin Kaplan, explicó que «los niños que tenían 6 años cuando jugaron el primer juego de Mario ahora tienen 26». Menos de un año antes del lanzamiento de Conker, los mayores de 18 años constituían el 58 % de los jugadores de consola, los del grupo de edad de 35+ el 21 %. Este cambio demográfico se debió al éxito de las franquicias de PlayStation para adultos, como Tomb Raider y Resident Evil, y significaba que no sería suficiente para Nintendo competir con Sony por completo en las propiedades para niños.
Debido a que Nintendo era conocida por sus juegos para toda la familia —en 2000, alrededor de las tres cuartas partes de los ingresos procedían de las ventas de videojuegos para niños—, Conker's Bad Fur Day fue objeto de controversia. Según Rare, «Nintendo inicialmente tenía preocupaciones con respecto a este problema, porque los niños podrían confundir el producto como si estuviera dirigido a ellos». Los Angeles Times afirmó que «algunos padres acostumbrados a los juegos familiares de Nintendo están horrorizados», informando una madre en Schererville, Indiana, que compró el juego para su hijo de 15 años: «Esto es un humor de segundo año repugnante, y yo estoy decepcionada con Nintendo. Es como si Disney lanzara pornografía». Nintendo of America se negó a reconocer el juego en su revista Nintendo Power —aunque otras publicaciones oficiales de Nintendo fuera de EE. UU. cubrieron el juego—, KB Toys, que se especializaba en juguetes y videojuegos para niños, también se negó a vender el juego.

### Campaña publicitaria

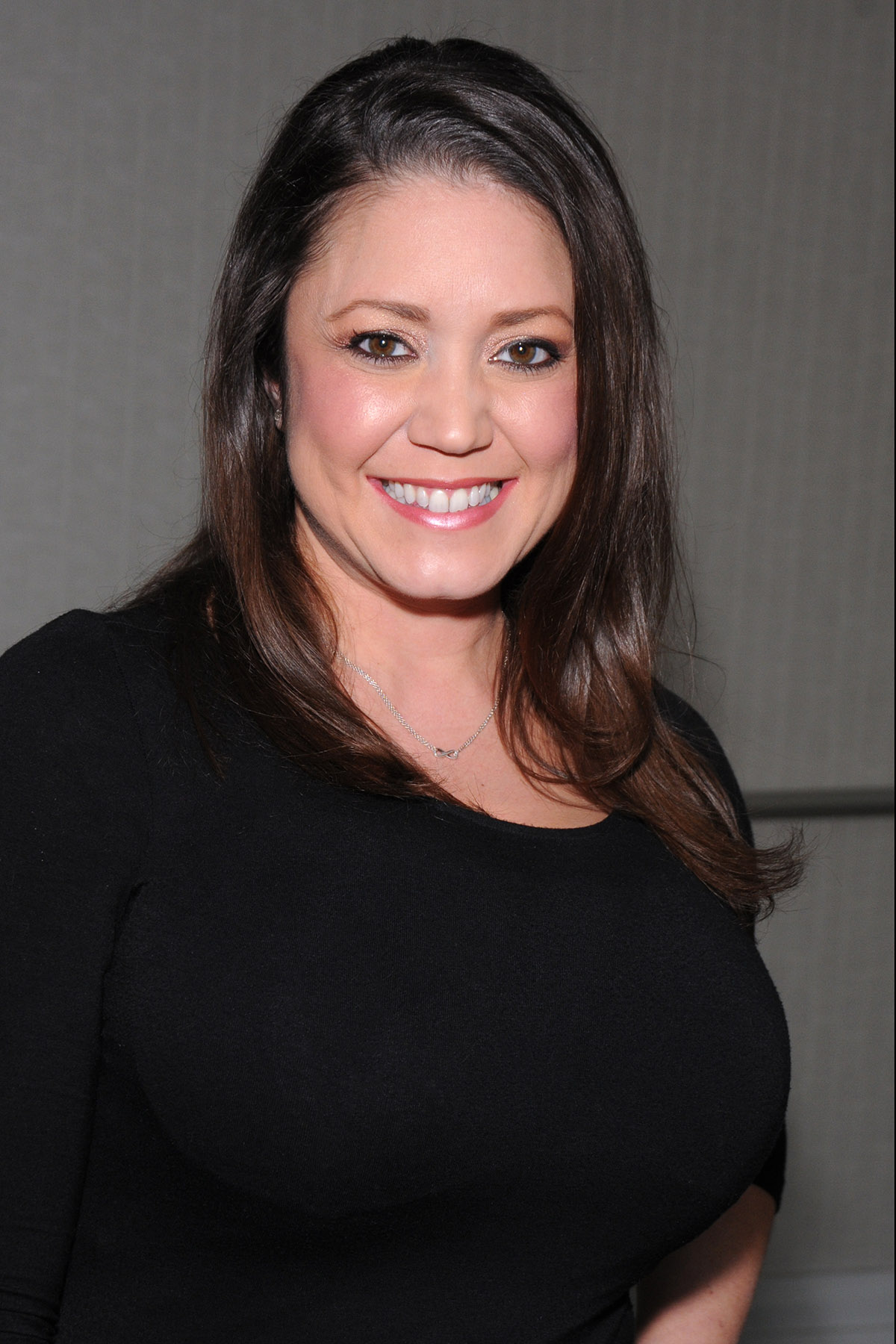
La modelo de Playboy, Miriam Gonzalez (fotografiada en 2014), fue anfitriona de las competencias multijugador de Conker's Bad Fur Day en 20 universidades estadounidenses como parte de una gira de la revista.

La campaña promocional de Starcom para Conker's Bad Fur Day se dirigió a hombres universitarios y fratboys, publicidad ubicada en bares, universidades, programas de televisión nocturnos y revistas para adultos. Por la campaña de Conker, Starcom ganó dos premios del Festival Internacional de la Creatividad Cannes Lions en las categorías de uso de medios mixtos y mejor campaña dirigida a hombres adultos; según los jueces, también fue uno de los tres principales contendientes al Gran Premio, aunque el programa piloto antitabaco de Florida Crispin Porter + Bogusky lo ganó.
La campaña incluía un anuncio publicitario llamado «Girl Talk» —en el sitio web llamado «69 Uncensored Seconds»— que muestra a una chica semidesnuda y una ardilla en la cama después de una noche de fiesta. Durante varios meses, se colocaron tapetes para urinarios en baños de lugares de las principales ciudades, que incluían la URL del sitio web del juego; la directora asociada de medios de Starcom, Gina Broderick, dijo: «Al igual que Conker, nuestro objetivo se enfoca en su vida social. Estar en bares es estar absolutamente en su elemento, y debido a que orinar es parte del juego, tenía mucho sentido».
Desde marzo hasta el 5 de abril de 2001, la revista Playboy realizó su primera gira relacionada con videojuegos, una serie de fiestas de competencia multijugador en modo «Beach» de Conker's Bad Fur Day en 20 universidades de los Estados Unidos, organizadas por la Miss March 2001 Miriam Gonzalez. Los ganadores de los concursos fueron recompensados con consolas verdes Nintendo 64, copias de Conker's Bad Fur Day y productos de Nintendo y Playboy, mientras que el jugador con la puntuación más alta de todos los concursos ganó viajes a dos fiestas Playmate of the Year en Playboy Mansion. También se llevaron a cabo fiestas de vacaciones de primavera en Club La Vela y Louie's Backyard en South Padre Island, siendo los eventos principales los concursos de tatuajes «King of Tail» con obsequios de varios productos, como condones con la cara de Conker, copias de Conker's Little Black Book —una colección de anuncios impresos de Conker's Bad Fur Day— y camisetas con la frase «Got Tail?» en el anverso y el logo del juego en el reverso.
Se imprimieron tres anuncios de «libros para colorear» en revistas como Maxim. Uno consiste en Conker y una mujer junto a un árbol y alrededor de bellotas en el suelo, con la cabeza de la ardilla en sus pechos; el lema es «Conker es una ardilla. Las ardillas buscan bellotas. ¿Puedes ayudar a Conker a encontrar algunas bellotas?» lo representó recostando su cabeza en un inodoro con el texto «¡Shhh! Conker está tomando una siesta».

### Ventas
Conker's Bad Fur Day se lanzó por primera vez el 5 de marzo de 2001 en América del Norte. En Europa, el juego fue publicado y distribuido por THQ el 13 de abril de 2001, después de que Nintendo of Europe se negara a publicarlo. Fue el videojuego calificado para adultos más vendido en su primer mes de lanzamiento, y su sitio web obtuvo 300 000 visitantes únicos en las dos primeras semanas en el mercado. Sin embargo, Conker's Bad Fur Day no fue un éxito comercial, vendiendo solo unas 55 000 copias en su primer mes de lanzamiento. Las posibles razones incluyeron su costo prohibitivamente alto, anuncios exclusivos para la audiencia mayor y el lanzamiento cerca del final de la vida comercial de Nintendo 64. A partir de febrero de 2020, Conker's Bad Fur Day es el cuarto título más raro de Nintendo 64, con copias que se venden en sitios de licitación por alrededor de 500 a US$700; su valor se vio afectado por su género inusual, bajas ventas iniciales, cartuchos de 64 MB costosos, su lanzamiento cerca del final de la vida útil de Nintendo 64, y varias copias sobrantes fueron reintegradas en el lanzamiento de Live & Reloaded.

## Recepción
Conker's Bad Fur Day recibió elogios de la crítica, con un puntaje de revisión agregado de 92 sobre 100 en Metacritic basado en reseñas de 19 críticos. Según el editor de IGN, Matt Casamassina, en su revisión de 9.9/10, «no solo es posiblemente el título más hilarante jamás creado, sino que la selección de chistes crudos, violencia exagerada y contenido sexual presentado es solo superada por el el diseño de niveles notablemente profundo y de buen ritmo del juego, la mecánica de control estrechamente unida, los hermosos gráficos y la asombrosa calidad de sonido».
Muchas publicaciones y sitios web declararon que los gráficos eran los mejores en Nintendo 64. Chris Slate de Next Generation escribió que el título tiene las cualidades habituales de Rare de «gráficos de primer nivel» y «mundos increíbles». Official Nintendo Magazine describió incluso los niveles asquerosos como «muy hermosos», y exclamó que «los increíbles detalles en los brillantes escenarios de parodia de la película llevan a nuestro amado N64 a nuevas alturas de placer visual». Los críticos señalaron que el juego presentaba una serie de efectos técnicos que eran poco comunes en ese momento, especialmente para un juego de Nintendo 64, como texturas «variadas y nítidas», sombras dinámicas, iluminación de colores, áreas grandes con una distancia de dibujo larga, sin niebla a distancia, animaciones faciales detalladas, sincronización de labios y dedos representados individualmente en algunos personajes. GameSpot llegó a decir que el juego «hace que otros juegos de Nintendo 64 parezcan software de 16 bits». Casamassina elogió los mundos 3D detallados, el trabajo de textura «fantástico» y los lindos diseños de personajes. Comentó que «el propio Conker está equipado con un sistema de animación facial en el juego que representa de manera realista sus diferentes estados de ánimo mientras viaja por las tierras. Cuando está asustado, lo mira, y cuando está enojado, los jugadores realmente podrán ver sus dientes. mostrando con el ceño fruncido». Los revisores notaron caídas ocasionales en la velocidad de fotogramas, pero la mayoría estuvo de acuerdo en que no interferían con el juego.
El audio del juego y la diversa pista vocal fueron ampliamente elogiados. Los críticos le dieron crédito a la actuación de voz por sus diferentes acentos y estilos, con guiones «inteligentemente lascivos» y parodias de películas «muertas»; Nintendojo notó que ciertas voces sonaban idénticas a los personajes de la película que estaban siendo falsificados. La banda sonora fue elogiada por sonar clara para un título de cartucho, su uso de variación de arreglos basada en la ubicación del jugador y una instrumentación rica y creativa. Los revisores también destacaron la gran cantidad de efectos de sonido, como los pasos de Conker que cambiaban los efectos de sonido paso a paso, y cómo beneficiaban la configuración.
La mayoría de los críticos coincidieron en que los chistes eran ingeniosos, divertidos y bien hechos, y GamePro sintió que las misiones extrañas «tremendamente diversas» eran «geniosidad satírica sublime» que compensaban la jugabilidad lineal. Sin embargo, algunos criticaron el humor por ser juvenil, misógino y estar demasiado lleno de blasfemias y humor corporal, y Slate sintió que el efecto de conmoción desaparecería en una hora. Seth Stevenson de la revista Slate lo calificó como un ejemplo de la falta de juegos de consola «maduros» reales para «adultos socialmente ajustados y no marginados que disfrutan de los videojuegos».
Official Nintendo Magazine describió Conker's Bad Fur Day como «un juego del tamaño de un monstruo. O te mueres de risa mucho antes del final o te llevará meses de juego dedicado llegar a él». La jugabilidad se destacó por sus plataformas sensibles al contexto no convencionales. Casamassina señaló que «ayudan a mantener la acción cambiante, refrescante y siempre emocionante», y le dio crédito a Rare por reducir la cantidad de elementos para recolectar. Johnny Liu de GameRevolution describió positivamente la jugabilidad como «un flujo entrecortado entre la jugabilidad y las escenas»; si bien solo hay un camino para atravesar el gran mundo del juego, el placer vino al pensar qué hacer a continuación. Slate escribió su conjunto diverso de «escenarios extrañamente creativos» motivados por los jugadores; sin embargo, estaba molesto por la falta de una dirección clara del juego sobre a dónde ir, lo que resultó en maravillas de larga duración que solo terminaron tropezando con la siguiente área requerida, y sintió que muchos acertijos carecen de coherencia lógica y dependían demasiado de la prueba y error. Edge comentó que los pads hacen que Conker's Bad Fur Day sea «poco más que una procesión de minijuegos pueriles y apenas conectados».
Las críticas también se dirigieron al sistema de cámara errático del juego, la acción simplista, la duración corta y la naturaleza lineal. N64 Magazine consideró que el sistema de cámara no permite a los jugadores juzgar adecuadamente su posición dentro de su entorno y GameSpot comentó que puede quedar atrapado en objetos o negarse a obedecer órdenes. El San Francisco Chronicle informó que la cámara ocasionalmente no se puede mover y se mete en objetos de marco que bloquean la vista del jugador, lo que empeora una experiencia en la que el personaje es «difícil de controlar, especialmente cuando se requiere que salte a áreas pequeñas».
Los modos multijugador obtuvieron respuestas mixtas. Casamassina y Gameplanet los consideraron inventivos y elogiaron las numerosas opciones, añadiendo longevidad al producto. Por otro lado, GameSpot declaró que la mayoría de los modos «no superan la prueba del tiempo», y Liu, aunque afirmó que eran «un bono de bienvenida», los consideró «de relleno», y también criticó que la capacidad de respuesta y la configuración de control del modo de un solo jugador no eran adecuadas para el ritmo rápido de las batallas de varios jugadores.

## Reconocimientos
Conker's Bad Fur Day fue galardonado como Juego del Mes de Nintendo 64 por IGN. Ganó el premio al mejor sonido en los BAFTA Interactive Entertainment Awards de 2001, Mejor juego de plataforma en los premios GameSpot Best and Worst of 2001 —donde también fue nominado en las categorías de Mejor Historia y Mejor Juego de Nintendo 64, perdiendo ante Final Fantasy X y Paper Mario respectivamente— y Mejor juego antropomórfico en la ceremonia de premiación para audiencia furry Ursa Major Awards. También fue nominado a Mejor juego de acción/aventura para consola y Logro destacado en el desarrollo de personajes o historias por la Academy of Interactive Arts & Sciences, perdiendo ante Halo: Combat Evolved (2001) e Ico (2001) respectivamente.
En años posteriores, los críticos de juegos profesionales han calificado a Conker's Bad Fur Day como uno de los mejores videojuegos de todos los tiempos, uno de los mejores juegos de Nintendo, y uno de los mejores títulos de Nintendo 64. En la lista de Uproxx en 2021 de los 100 Mejores Juegos de Nintendo 64 basada en 250 849 calificaciones de usuarios de varios sitios web, Conker's Bad Fur Day ocupó el puesto 12. Ocupó el puesto número seis tanto en una lista de juegos raros de Shacknews (2018) como en una clasificación de los mejores juegos presentados en Rare Replay de Ginx TV. También fue llamado el primer y séptimo juego más divertido por GameTrailers (2009) y God is a Geek (2011) respectivamente. UGO incluyó el juego en el puesto número 3 en su lista de 2010 de los 11 Finales de Juegos más Extraños, y en 2013, Gaming Bolt nombró al tubo de agua como el 64.º nivel más desafiante de todos los videojuegos. A pesar de sus bajas ventas inicialmente, el juego ha disfrutado desde entonces de un seguimiento de culto debido a su estilo único.

## Legado

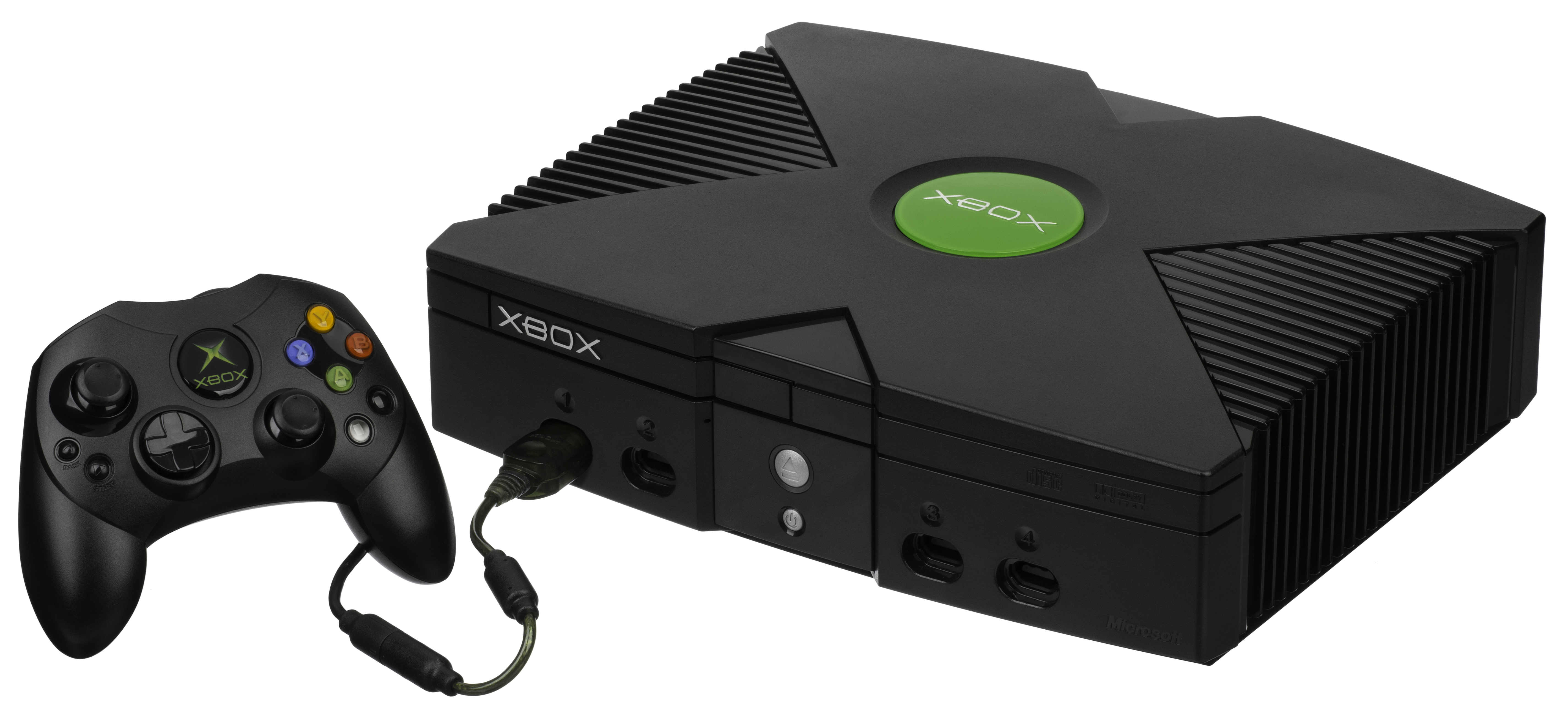
La Xbox, consola en la que salió una adaptación de Bad Fur Day en el año 2005.

Después del lanzamiento de Conker's Bad Fur Day, Rare comenzó a desarrollar una secuela directa conocida como Conker's Other Bad Day. Seavor reveló que el juego se ocuparía de «la permanencia un tanto infructuosa de Conker como rey. Gasta todo el dinero atesorado en cerveza, fiestas y prostitutas. Encarcelado, Conker se enfrenta a la perspectiva de la ejecución y el juego comienza con su escape, bola y cadena adosada, desde la torre más alta del Castillo». En 2002, sin embargo, Microsoft compró Rare y les dijo que no estaban interesados en tal proyecto.
Una nueva versión de Conker's Bad Fur Day, titulada Conker: Live & Reloaded, finalmente se lanzó para Xbox en 2005 con una recepción crítica generalmente favorable. Los desarrolladores notaron que era difícil portar el juego al sistema Xbox porque las optimizaciones de rendimiento microcodificadas de Bad Fur Day se habían personalizado profundamente para el hardware de Nintendo 64. Conker: Live & Reloaded presenta gráficos actualizados y un modo multijugador compatible con el servicio Xbox Live. Además, se ajustaron algunos aspectos en el modo para un jugador: varias obscenidades menores dentro del diálogo de voz que están presentes en el juego de Nintendo 64 fueron censuradas a pedido de Microsoft, el control de la cámara se perfeccionó y mejoró con una función de zum, y se agregó al juego un sistema de orientación automática.
Después del lanzamiento de Live & Reloaded, Rare comenzó a trabajar en otro juego del universo Conker titulado Conker: Gettin' Medieval. El juego se centraría en el modo multijugador y no presentaba a Conker como personaje principal, y Rare esperaba centrarse en otros personajes de la serie, pero el juego finalmente se canceló. Conker regresó en una nueva campaña episódica para el juego de sandbox Project Spark. La campaña, titulada Conker's Big Reunion, se desarrolla diez años después de los eventos de Bad Fur Day y Seavor repitió sus papeles de voz. El primer episodio de la campaña fue lanzado en abril de 2015, pero los restantes fueron cancelados en septiembre siguiente. Conker's Bad Fur Day también se incluye como parte de la compilación Rare Replay para Xbox One, lo que marca el primer relanzamiento oficial del juego original. La compilación se publicó el 4 de agosto de 2015.